# Карпухин, Михаил Терентьевич
Михаил Терентьевич Карпухин (21 ноября 1921, Лялино, Рязанская губерния — 2 декабря 1979, Днепропетровск) — полковник Советской армии, участник Великой Отечественной войны, Герой Советского Союза (1945).

## Биография
Михаил Карпухин родился 21 ноября 1921 года в селе Лялино Остроуховской волости Михайловского уезда Рязанской губернии (ныне село относится к Захаровскому району Рязанской области, Россия). Окончил среднюю школу. В 1939 году Карпухин был призван на службу в Рабоче-крестьянскую Красную армию. С июня 1941 года — на фронтах Великой Отечественной войны. В 1942 году он окончил Вольское военное авиатехническое училище, в 1943 году — Ворошиловградскую военную авиационную школу лётчиков.
К маю 1944 года капитан Михаил Карпухин был заместителем командира разведывательной эскадрильи 175-го штурмового авиаполка 305-й штурмовой авиационной дивизии. К тому времени он совершил 120 боевых вылетов на штурмовку и разведку скоплений войск противника, нанёс ему большие потери в боевой технике и живой силе, за что был представлен к званию Героя Советского Союза.
К концу войны Карпухин, являясь заместителем командира эскадрильи 995-го штурмового авиаполка 306-й штурмовой авиационной дивизии, совершил 170 успешных боевых вылетов.
Указом Президиума Верховного Совета СССР от 18 августа 1945 года за «образцовое выполнение боевых заданий командования по уничтожению живой силы и техники противника и проявленные при этом мужество и героизм» капитан Михаил Карпухин был удостоен высокого звания Героя Советского Союза с вручением ордена Ленина и медали «Золотая Звезда» за номером 6915.
После окончания войны Карпухин продолжил службу в Советской армии. В 1953 году он окончил Военно-воздушную академию. В 1969 году в звании полковника Карпухин был уволен в запас. Проживал в Днепропетровске. Умер 2 декабря 1979 года, похоронен на аллее Героев Запорожского кладбища Днепропетровска.

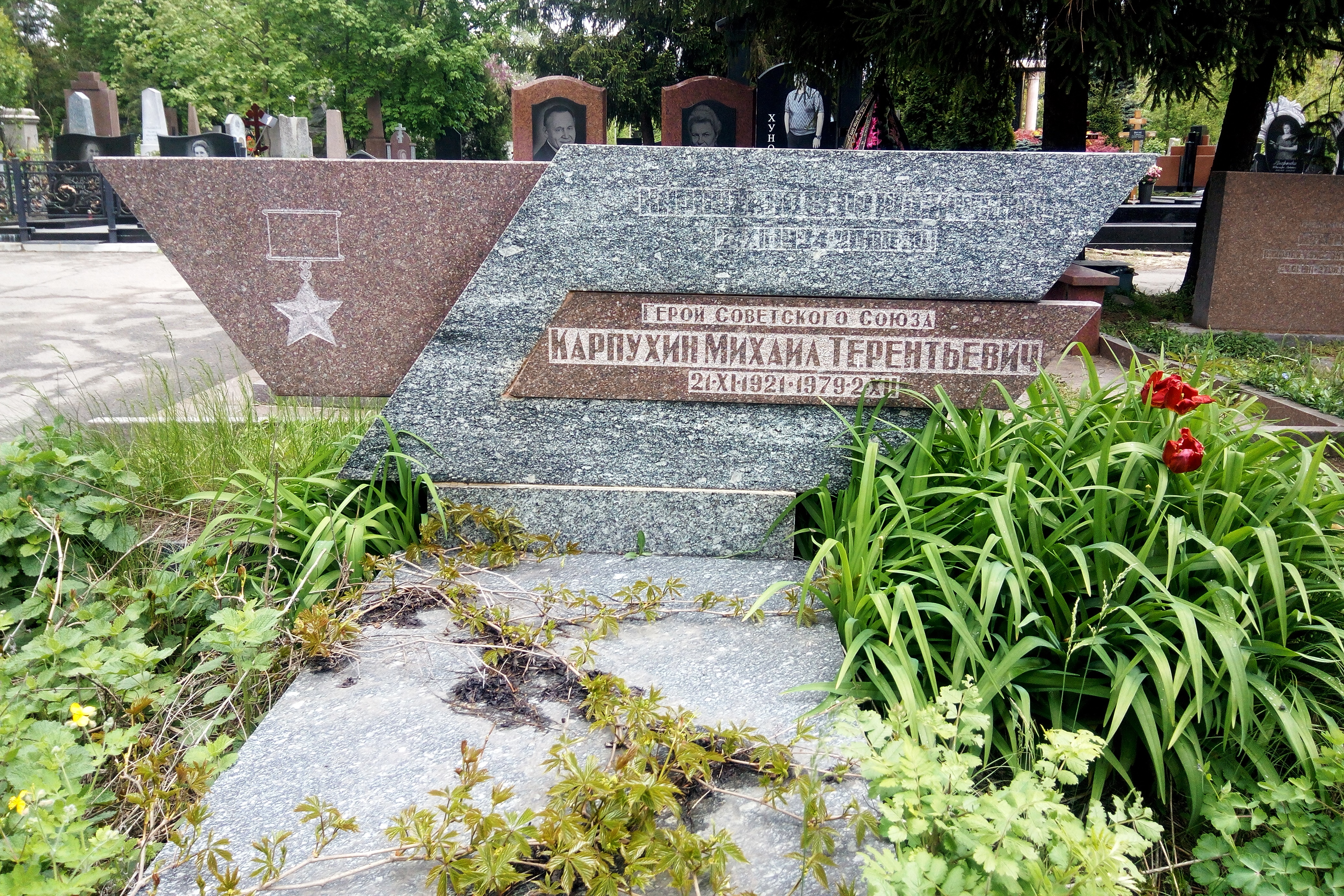
Могила М. Т. Карпухина на Аллее Героев Запорожского кладбища в Днепре

Был также награждён орденами Красного Знамени, Александра Невского, Отечественной войны I-й степени, двумя орденами Красной Звезды, рядом медалей и иностранными наградами.

Памятник М. Т. Карпухину на малой Родине, в Большом Коровино